# 2025년 5월 죽음
다음은 2025년 5월에 사망한 저명한 인물 목록이다.
- 5월 1일
  - 미국의 영화배우 루스 버지
  - 필리핀의 영화감독 릭키 다바오
  - 스페인의 축구인 큰 북의 마놀로
- 5월 2일 - 미국의 정치인 조지 라이언
- 5월 3일 - 튀르키예의 영화배우 스르 쉬레이야 왼데르
- 5월 5일 - 아르헨티나의 축구인 루이스 갈반
- 5월 6일
  - 미국의 정치학자 조지프 나이
  - 미국의 영화감독 제임스 폴리
- 5월 7일
  - 미국의 영화배우 조 돈 베이커
  - 대한민국의 프로게이머 크러쉬
- 5월 8일
  - 미국의 법학자 데이비드 사우터
  - 체코의 영화배우 이르지 바르토슈카
  - 대한민국의 소설가 윤후명
  - 대한민국의 배우 정명환
  - 중국의 역사학자 추시구이
- 5월 9일
  - 대한민국의 소설가 김영현
  - 미국의 가수 조니 로드리게스
  - 대한민국의 방송인 이상용
- 5월 10일 - 대한민국의 물리학자 안세희
- 5월 11일
  - 미국의 영화감독 로버트 벤턴
  - 미국의 프로레슬링선수 사부
- 5월 13일
  - 영국의 구약학자 고든 웬함
  - 미국의 야구인 리치 롤린스
  - 우루과이의 제46대 대통령 호세 무히카
  - 대한민국의 정치인 박윤배
- 5월 15일
  - 핀란드의 영화배우 타이나 엘그
  - 대한민국의 정치인 이길영
- 5월 16일
  - 헝가리의 수학자 럭스 페테르
  - 스웨덴의 자선가 마리안네 베르나도테
  - 대한민국의 기업인 천병년
- 5월 17일
  - 영국의 영화배우 곤 그레인저
  - 대한민국의 정치인 이재균
  - 대한민국의 기업인 최석정
- 5월 18일 - 대한민국의 정치인 이용기
- 5월 19일
  - 대한민국의 패션디자이너 김행자
  - 미국의 영화배우 캐슬린 휴즈
  - 미국의 포르노배우 콜턴 포드
- 5월 20일
  - 이탈리아의 권투선수 니노 벤베누티
  - 미국의 영화배우 조지 웬트
  - 인도의 천체물리학자 자얀트 나를리카르
  - 베트남의 제6대 국가주석 쩐득르엉
- 5월 21일 - 스코틀랜드의 철학자 앨러스터 매킨타이어
- 5월 22일
  - 대한민국의 공군참모총장 김상태
  - 대한민국의 성우 임수아
  - 미국의 영화배우 토미 리먼
  - 에콰도르의 제44대 대통령 알프레도 팔라시오
- 5월 23일 - 브라질의 사회주의자 세바스티앙 살가두
- 5월 24일
  - 미국의 만화가 피터 데이비드
  - 미국의 언론인 수전 브라운밀러
- 5월 26일 - 미국의 음악가 릭 데린저
- 5월 27일
  - 필리핀의 싱어송라이터 프레디 아길라
  - 대한민국의 정치인 이강희
  - 대한민국의 공무원 정순갑
  - 대한민국의 배우 최정우
- 5월 28일
  - 대한민국의 정치인 강연호
  - 덴마크의 작곡가 페르 뇌고르
  - 대한민국의 성직자 유수일
  - 케냐의 소설가 응구기 와 티옹오
  - 미국의 음악가 알 포스터
- 5월 30일
  - 미국의 영화배우 밸러리 머해피
  - 미국의 영화배우 로레타 스윗
  - 대한민국의 배구선수 장윤창
- 5월 31일
  - 대한민국의 정치인 박제상
  - 대한민국의 시인 정양
  - 미국의 경제학자 스탠리 피셔